# There She Is!!
There She Is!! (in coreano: 떳다 그녀!!) è una serie di cartoni animati pubblicata sul sito web di un gruppo di artisti coreani noto come "SamBakZa". È incentrata sulla storia d'amore tra un coniglio e un gatto antropomorfi, relazione proibita in base alle convenzioni sociali del mondo in cui vivono.
La serie ha acquistato popolarità nella primavera del 2004, dopo essere stata distribuita al pubblico americano ed europeo. Il primo "There She Is!!" ha avuto una buona accoglienza da parte del pubblico online e anche da parte di alcuni critici, che ne hanno apprezzato i classici elementi in stile manhwa e l'alta qualità dell'animazione; il riscontro positivo ha indotto i SamBakZa a produrre il sequel della serie. 
Nel dicembre 2010 i cinque episodi della serie sono stati visti da più di undici milioni di persone su Newgrounds e, nel luglio 2014, tutti gli episodi sono stati inseriti nella classifica "top 20 of Newground's Best of All time" con lo Step 1 al primo posto.

## Personaggi
- Doki: Doki Tokki ( 도키, abbreviazione della parola "Tokki" ,토끼, "coniglio"[1]) è un coniglio femmina, follemente innamorata di Nabi. Molto affettuosa e allegra, è a volte un po' ossessiva e pronta a fare di tutto per ottenere ciò che vuole. Ha l'abitudine di fare amicizia con gli altri animali, a cui applica dei nastri verdi al collo, simili alla sciarpa che indossa Nabi. Doki ha un account facebook. È di religione cattolica.
- Nabi: Nabi Goyang'i (. 나비, dalla parola "Goyang'i", 고양이, "gattino"[2]. Nabi, (che si può tradurre in "farfalla" ed è un nome comune per un gatto nella Corea del Sud), è un gatto, vittima dei numerosi e imbarazzanti piani amorosi di Doki. In un primo momento è riluttante a ricambiare l'amore della ragazza, trova le sue buffonate fastidiose e, temendo delle ripercussioni sociali, la evita. Successivamente però impara a tollerarla ed infine ricambia l'affetto con dei regali. Anche Nabi ha un account facebook ed è anche lui cattolico. Un suo tratto distintivo è la sciarpa verde che mette al collo ogni giorno. Inoltre sembra avere una certa abilità nelle arti marziali. Nel terzo episodio della serie, "Step 3", si scopre la sua professione di postino.
- Set Jjintta: The Set Jjintta (찐따 세트 Jjintta Seteu, traducibile come "squadra di deficienti") è una banda di tre conigli teppisti dal pelo ispido. Essi appaiono come antagonisti minori nel secondo episodio, ma lentamente sviluppano un rapporto conflittuale con Nabi. Il leader del gruppo è Il-ho (일호, "Numero Uno"[3]): feroce rivale di con Nabi, è molto protettivo nei confronti di Doki. Non è chiaro che cosa motivi il suo comportamento, ma nel pensiero comune si suppone che sia il fratello di quest'ultima, verso cui prova un forte sentimento. Gli altri componenti sono Yi-ho (이호 Iho, "Numero Due"), che indossa una benda sull'occhio e ha una cotta per una ragazza tastierista, e Pi. Sam-ho (삼호, "Numero Tre"), che ha una maschera medica e sembra essere meno coordinato rispetto agli altri membri della banda.
- Band: compaiono per la prima volta nello "Step 2". La band è composta da Pi, una gatta tastierista, un coniglio chitarrista di nome Moon, e un coniglio piuttosto alto, Red Eyes, che indossa occhiali da sole, inizialmente pensato come un possibile antagonista.[4]
- Hana: Hana (하나, traducibile come "One") è una gatta ed è probabilmente la proprietaria della Band. Dimostra di essere molto gentile, specialmente verso Doki e Nabi, ed ha piena fiducia nel loro amore.
- Pizza: Pizza (피자, da "Pija") è un grosso gatto, ed è la guardia del corpo di Hana. Ha una cicatrice evidente sopra l'occhio destro e la sua origine è sconosciuta.
- Coniglio grigio: Coniglio Grigio (회색 토끼, da "Hoisaek Tokki", letteralmente Coniglio grigio) è un coniglio grande che è innamorato di Hana. Egli è spesso raffigurato in possesso di un mazzo di fiori.

## Episodi

### Step 1: "There She Is!!"
Il primo cartone della serie è stato pubblicato sul sito di SamBakZa il 20 aprile 2003. La colonna sonora è la canzone coreana ska There She Is!! (떳다! 그녀!) del gruppo Witches (위치스). La trama ruota intorno a Doki che, per caso, mentre prende un succo di carota da un distributore pubblico, vede Nabi e se ne innamora perdutamente. Quando questi se ne accorge, spaventato, fugge attraverso i vicoli della città in cui vivono, in cui l'amore tra le due specie animali è socialmente inaccettabile. Ad un certo punto egli tenta di curare Doki dalla sua infatuazione, mettendo in chiaro le leggi della natura (Coniglio + Coniglio = Amore; Gatto + Gatto = Amore; Coniglio + Gatto = Impossibile) ma dopo aver visto la sua totale determinazione, non sa più che cosa fare e allora alla fine si arrende. La morale del corto è che l'amore può andare ben oltre i pregiudizi e gli stereotipi della società moderna. Una versione con il titolo in inglese è stata pubblicata nel 2004. I nomi dei personaggi non sono stati resi noti fino al 2006, anno del completamento del terzo step.

### Step 2: "Cake Dance"
Il secondo cartone, "Cake Dance", (떳다 그녀 Step 2-!. 케이크 댄스), è stato pubblicato sul sito web SamBakZa il 25 febbraio 2005. La colonna sonora è il brano pop coreano Happy Birthday to Me dei Bulldog Mansion.
Come la precedente, anche questa puntata è caratterizzata dai classici elementi dello stile manhwa, ma comprende anche una considerevole quantità di scene d'azione.
Nabi, per il compleanno di Doki, si offre di comprare la torta, ma durante il tragitto numerosi ostacoli lo metteranno nei guai; tra questi anche i Set Jjintta, che lo attaccano istigati da Yi-ho.
Verso la fine dell'episodio, quando il dolce finalmente giunge alla festa, Doki mostra pubblicamente l'affetto che prova per Nabi; questo indispettisce i presenti, che buttano fuori dal bar tutto il gruppo di amici dei protagonisti. A questo punto inizia un lento ma inesorabile processo di separazione razziale da parte dei cittadini che, già accennato nello "Step 1", qui mostra la sua parziale ferocia, che si scatenerà appieno nel climax dello "Step 4".

#### Easter Egg
Se si clicca sul pesce nella luna durante la scena della corsa, apparirà il fumetto originale interpretato da Doki e Nabi (dal titolo "You Only"), seguito da un ringraziamento del creatore. Questo easter egg si trova solo nella versione inglese del cortometraggio, la versione coreana mostra quello che sembra essere un'istantanea di un pannello di animazione, presumibilmente un bozzetto dello "Step 2".
Il pesce volante sulla luna è un riferimento a un'altra animazione della SamBakZa, "Hot Fish", in cui appaiono in un cameo Doki e Nabi. Non è però al momento ufficialmente disponibile a causa di problemi di copyright sulla colonna sonora, Sera di Jeo Qu-Cheon.
I segni sulle pareti della stazione della metropolitana riportano le parole "Bulldog Mansion", il nome della band cui fa da sfondo musicale al cartone una loro canzone. Facendo clic su suddette scritte si aprirà un link che porta al loro (ora defunto) sito.

### Step 3: "Nabi e Doki"

Nabi e Doki.

Lo "Step 3" della serie inizia approfondendo la vita quotidiana dei due personaggi. L'animato è stato premiato dalla SICAF (Seoul International Cartoon & Animation Festival) il 21 maggio 2008, ed è stato pubblicato online il 30 dello stesso mese. La sua colonna sonora è il pezzo pop coreano 3 차 성징 (Sam-cha Seong-jing , traduzione di "La caratteristica del terzo sesso") dei T.A.COPY.
Questo corto ritrae il primo appuntamento di Doki e Nabi. Quest'ultimo, all'inizio, rifiuta come al solito l'amore della ragazza, ma inizia a contraccambiarlo man mano che l'appuntamento va avanti. Ad un certo punto, compare il "Set Jjintta" che, sempre mosso dai pregiudizi di un membro, comincia a dare noia ai due fidanzatini. La coniglietta però sfodera tutta la sua potenza aggressiva, affrontando il gruppo e mettendolo in fuga. Superato questo inconveniente, i protagonisti fanno un giro per la loro città, visitando palazzi storici e andando al cinema, per poi ritornare alle rispettive case. Verso sera il ragazzo decide di re-incontrare la sua metà, chiedendole un secondo appuntamento e la loro relazione amichevole sboccia in una vera e propria storia d'amore, suggellata da un bacio. 
Questo episodio è estremamente importante per lo sviluppo della storia in quanto funge da evento scatenante di tutti i disordini e le confusioni dello "step" successivo che cambieranno per sempre le vite di molte persone. Ciò che dà avvio a tutto è un sasso che rompe la finestra dell'abitazione di Nabi.

#### Easter Egg
- Cliccando sulla nuvola in alto a destra della schermata del caricamento si attiva un'apertura alternativa che inquadra Doki mentre si dirige verso la casa di Nabi.
- Facendo poi clic sul manifesto nero durante la scena in cui i vicini di casa si lamentano per il canto di Doki si accede al sito dei TACOPY.
- La scena in cui Doki fa amicizia con il riccio è un accenno al film di Hayao Miyazaki Nausicaä della Valle del vento, in cui Nausicaä addomestica la volpe-scoiattolo Teto.
- Durante il segmento in cui Doki sta inseguendo Nabi, dopo tutti i tentativi di catturarlo, Doki gli lancia una Poké Ball sulla testa. Poco prima si fa riferimento anche alla Chain Mine, usata da MS18E Kampfer, nella serie Mobile Suite Gundam 0080: La guerra in tasca.

### Step 4: "Paradise"
Il quarto corto, "Paradise", è stato pubblicato il 20 agosto 2008. La sua colonna sonora è la canzone grunge Wolsik del gruppo coreano Tabu e proveniente dall'album A Lunar Eclipse.
In questo episodio, i protagonisti hanno a che fare con una rivolta sociale da parte dei loro concittadini, i quali non sopportano più l'idea che due persone di razza diversa si mettano in relazione. Tutto inizia con Doki, che mentre gioca con il suo porcospino, viene aggredita da alcune persone contrarie ai matrimoni misti. Lei tenta di fuggire fino a quando il suo animale domestico si getta letteralmente contro gli aggressori, nel disperato tentativo di fermarli. La ragazza si volta e torna a salvarlo, ma viene anch'essa travolta e ricoverata in ospedale. A questo punto, Nabi, pervenutagli questa terribile notizia, va a trovarla. Quando la vede impazzisce e decide di rompere totalmente i rapporti con lei, così da evitare che venga ulteriormente danneggiata.
Doki viene successivamente rimessa e ritorna a casa, dove cura il suo porcospino esanime. Intanto ripensa a quello che desiderava fare insieme a Nabi, cioè partire e andare a vivere a Paradise (un posto in cui accettano l'accoppiamento multi-razziale), non notando Il-ho che la spia dalla finestra. Egli quindi corre da Nabi e infuriato lo malmena, rimproverandolo dello spregevole comportamento che ha avuto con la sua ex, ma egli non risponde, né verbalmente e né fisicamente, rimanendo impassibile. Il membro del Set Jjintta viene notato da una fazione di persone che sono a sostegno dei matrimoni misti e viene perciò picchiato a sua volta. Egli fugge ma entra in collisione con l'altra parte della città, contraria alle relazioni fra due razze, trovandosi perciò nel mezzo nella rivolta. Frustrato, colpisce alla cieca per farsi spazio, colpendo il suo fratello Yi-ho.
Ora il dramma raggiunge il suo massimo apice, con la scena che vede Doki piangere per la morte del suo animaletto. Disperata cerca di contattare Nabi, che non può rispondere da quando è stato arrestato insieme a Il-ho durante la rivolta. Supponendo che lui non sia più intenzionato a parlarle, ella perde ogni speranza. Fa cadere il suo cellulare dal tetto del suo palazzo e decide di partire per Paradise.
Molto più cupo e impegnativo rispetto ai precedenti episodi, "Step 4" è principalmente in bianco e nero, tranne che per la sciarpa verde di Nabi (che perde colore quando rompe ogni contatto con la sua fidanzata), le guance rosse di Doki ed il suo fiocco rosa (che diventano progressivamente grigi man mano che la ragazza si dispera) e i segnali di protesta.
L'autore del cartone aveva scritto su Newgrounds che pensava che la gente non avrebbe retto a guardare questa parte della saga perché troppo triste e violenta. Ma, alla fine è stata accettata dal pubblico del sito, ricevendo un gran numero di voti positivi.

### Step 5: "Imagine"
Lo step finale di "There She Is!!" ha debuttato il 9 dicembre 2008 con il resto della serie al Joongang Cinema insieme ad altre varie animazioni. La colonna sonora è la canzone Imagine di Brunch. L'introduzione presenta un ri-arrangiamento della canzone tradizionale inglese Greensleeves chiamata "Greensleeves to a Ground", per il suo riferimento al colore verde e la pertinenza del testo della canzone. I titoli di coda invece presentano un arrangiamento delle musiche dall'originale There She Is!!.
In questo episodio, Doki, per ricordare il suo porcospino deceduto nell'episodio precedente, lega il nastro verde che portava al collo intorno a un ramo di un albero. Nabi, dopo il suo rilascio dal carcere, decide di riposarsi su una panchina accanto ai distributori automatici dove ha conosciuto Doki (che sono ora pesantemente vandalizzati). Nel mentre, un piccolo uccellino giallo abbandonato dal suo proprietario, si allontana dal suo rifugio, una piccola scatola posta ai piedi del ragazzo. Questi lo segue, salvandolo da una macchina, e giunge all'albero dove la coniglietta aveva legato il nastrino. Quando il vento soffia, esso fa muovere decine e decine di striscioline colorate allo stesso modo, che sbalordiscono Nabi (In Asia, legando un nastro ad una pianta e ed esprimendo un desiderio, è un metodo per pregare gli dei.). Rendendosi conto che non è solo nella sua convinzione la possibilità di relazioni fra animali diversi, corre alla volta di Doki. Nel frattempo, la sciarpa riacquista il suo colore verde.
Durante il viaggio per l'aeroporto, il protagonista finisce nel bel mezzo di un'altra scaramuccia tra i gruppi pro e anti-matrimoni misti. Il leader pro lo vede e, pensando di farlo entrare nella mischia, guida la sua fazione in un attacco. Nabi viene così bloccato dalla folla combattente. Coniglio Grigio lo trova e cerca di afferrarlo senza successo. Fortunatamente, tutti gli animali addomesticati da Doki arrivano in soccorso, sbaragliando ogni persona sul loro cammino e portando Nabi in salvo. Mentre lo portano via, viene inquadrato un manifestante felino che si innamora di una coniglietta che lo ha aiutato a rialzarsi da terra. Successivamente il nostro incontra il Jjintta Set su un ponte e Il-ho gli porge il secondo biglietto aereo che Doki aveva preso per "Paradise", incoraggiandolo così a ricongiungersi con lei. Ma Nabi prontamente lo strappa a brandelli, mostrando la sua volontà di rimanere e combattere. Vedendo il cambiamento di Nabi nel cuore, gli Jjintta Set lo scortano fino all'aeroporto.
Lungo la strada, un semaforo inizia a diventare rosso. Rendendosi conto che questo ritarderà Nabi, Yi-ho tira avanti e blocca deliberatamente la sua moto, costringendo il traffico in arrivo da entrambe le parti dell'autostrada a fermarsi. Yi-ho mostra gioia per quello che ha fatto, ma una poliziotto-gatto lo sorpassa, inseguendo il resto del gruppo. Il-ho si accorge della polizia grazie allo specchietto retrovisore. Grazie però al repentino intervento di Hana, che carica Nabi sulla sua auto sportiva, tutti quanti riescono a giungere a destinazione.
All'aeroporto però li attende una brutta sorpresa: tutti i manifestanti di tutti e due i partiti li attendono dentro alla hall, fischiandoli e tirandogli oggetti vari. A Doki viene di fatto lanciato un uovo, che viene rotto dalla mano di Pizza, giunto improvvisamente. Dietro alla coniglietta compare ad un certo punto un gigantesco ologramma in cui viene mostrato il segnale anti-matrimoni misti. Nabi lo ignora e si getta sull'amata, distruggendo completamente gli stereotipi e i pregiudizi di entrambe le parti (gesto simboleggiato dalla distruzione dell'ologramma). Dopo la loro "reunion", la coppia si ritrova ad essere così felice da schivare i rifiuti che gli vengono gettati a passo di danza. Come la coppia esce dall'aeroporto, il sistema schiavista crolla completamente, lasciando spazio alla libertà dell'amore.

## Premi
Al festival di animazione brasiliano Anima Mundi 2004 il cartone è arrivato al primo posto sia nella sezione Web Animation - Professional Jury sia in Web Animation - Audience divisions, ha inoltre vinto un premio speciale nell'Anima Mundi Web.

## Merchandising
La serie "There She Is!!" ha ispirato una linea di merchandising, composta da t-shirt, DVD e modellini. Il gruppo SamBakZa ha prodotto un DVD contenente scene modificate e vari storyboard, disponibile dal 4 aprile 2012.